# Ruine Turmberg (Aichelberg)
Die Ruine Turmberg ist die Ruine einer Höhenburg 500 Meter südöstlich von Aichelberg bei Bad Boll im Landkreis Göppingen in Baden-Württemberg.

## Geografische Lage
Die Befestigung befindet sich auf 608,8 m ü. NN oberhalb des Ortes auf dem Höhenrücken des gleichnamigen Turmbergs, südlich des Aichelbergs, einem Berg der Schwäbischen Alb. Die Überreste einer südlichen und einer nördlichen Abschnittsbefestigung werden als eine zusammengehörige Anlage beschrieben. Unterhalb der Ruine liegt die 1210 auf dem Aichelberg erbaute Burg Aichelberg über dem gleichnamigen Ort Aichelberg. Sowohl Aichelberg als auch Turmberg sind herausmodellierte Überreste ehemaliger Vulkanschlote des Schwäbischen Vulkans.

## Geschichte
Die Burg Turmberg diente vermutlich zum Schutz der benachbarten Burg Aichelberg und teilte deshalb deren Geschichte. Die Burg Turmberg wurde vermutlich um 1200 von den Herren von Aichelberg erbaut, kam 1334 in den Besitz der Grafen von Württemberg, verfiel und wurde später zum Besitz des Landes Baden-Württemberg. 

## Beschreibung
Die südliche Befestigung liegt auf einem 20 Meter mal 8,5 Meter umfassenden Plateau. Eine Kernanlage war vom Vorbereich durch drei Gräben abgetrennt.
Von der ehemaligen nördlichen Anlage sind noch Wall- und Grabenreste sowie geringe Reste des Kernmauerwerkes zu sehen. Die von einem Ringgraben umgebene, heute frei zugängliche Burgstelle hat einen Durchmesser von rund 10 bis 15 Meter. Ein viereckiger Turm, wohl der Bergfried, im nördlichen Bereich der Anlage nahm eine quadratische Grundfläche von 8 bis 10 Meter Seitenlänge ein.

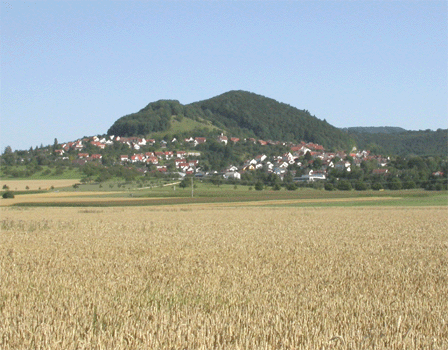
Blick auf Aichel- und Turmberg, im Vordergrund die Gemeinde Aichelberg